# Puerto Iguazú
Puerto Iguazú är församlingshuvudort i Argentina.   De ligger i provinsen Misiones, i den nordöstra delen av landet, 1 100 km norr om huvudstaden Buenos Aires. Puerto Iguazú ligger 177 meter över havet och antalet invånare är 32 038.
Terrängen runt Puerto Iguazú är platt.
Runt Puerto Iguazú är det i huvudsak tätbebyggt. Runt Puerto Iguazú är det ganska glesbefolkat, med 27 invånare per kvadratkilometer.